# كوتونديل (فلوريدا)
كوتونديل (بالإنجليزية: Cottondale, Florida)‏ هي بلدة أمريكية تقع في الولايات المتحدة في مقاطعة جاكسون (فلوريدا). يقدر عدد سكانها بـ 869 نسمة ومساحتها 4.4 كم2 وترتفع عن سطح البحر 40 متر.